# Monica Gregori
Monica Gregori (Tivoli, 2 novembre 1980) è una politica italiana.

## Biografia
Nel 2009 è stata consigliera comunale di Cineto Romano. Ha svolto attività sindacali e di volontariato e ha fatto parte del Comitato promotore provinciale per l'organizzazione giovanile del PD e successivamente è stata eletta all'Assemblea regionale dei Giovani Democratici.
Alle elezioni politiche del 2013 viene eletta deputata della XVII legislatura della Repubblica Italiana, nella circoscrizione Lazio 1, nelle liste del Partito Democratico. Fa parte della Commissione XI Lavoro Pubblico e Privato e della Commissione XIV Politiche dell'Unione Europea.
Il 24 giugno 2015 annuncia, congiuntamente a Stefano Fassina, la sua intenzione di uscire dal PD, in dissenso con la linea politica renziana. Il 3 novembre 2015 aderisce al gruppo parlamentare Sinistra Italiana - Sinistra Ecologia Libertà.
Alle elezioni regionali nel Lazio del 2018 - alla conclusione del mandato parlamentare - si candida al Consiglio regionale, nella lista di Liberi e Uguali in provincia di Roma, ma non viene eletta.